# 鶴岡巍
鶴岡 巍（つるおか たかし、1934年（昭和9年）12月22日 - ）は、元フジテレビ、テレビ東京アナウンサー、解説委員である。愛知県出身。
早稲田大学法学部卒業。1958年にフジテレビにアナウンサーとして入社し（同期に小篠菊雄）、1964年に当時開局したばかりの東京12チャンネル（1981年10月より、テレビ東京）へ移籍。
主に、報道番組などを担当していた。

## 出演番組
※東京12チャンネル移籍後。
| 期間       | 期間         | 番組名                     | 役職                           |
| ---------- | ------------ | -------------------------- | ------------------------------ |
| 1980年10月 | 降板時期不明 | ニュース（あすの）日経朝刊 | キャスター                     |
| 1981年10月 | 1992年3月    | ビジネスマンNEWS           | メインキャスター               |
| 1985年10月 | 1988年3月    | メガTONニュースTODAY       | 月・水・金曜日メインキャスター |
| 1993年4月  | 1995年3月    | TXNニュース THIS EVENING   | 土・日曜日メインキャスター     |